# Tom DeLonge
Thomas Matthew DeLonge ( /dəˈlɒŋ/ ) (născut la 13 decembrie 1975)  este un muzician, cântăreț, compozitor, autor, producător de discuri, actor și cineast american. Având o voce nazală distinctă, el este solistul și chitaristul trupei rock Angels & Airwaves, pe care a fondat-o în 2005, și a fost co-vocalist, chitarist și co-fondator al trupei rock Blink-182 de la formarea acesteia în 1992 până la plecarea lui din grup în 2015.

## Scurtă biografie
DeLonge a crescut în suburbiile din Poway, California, unde a început să practice skateboarding de la o vârstă fragedă. Când a primit prima sa chitară, a început să scrie melodii punk rock. Acesta a înființat Blink-182 împreună cu basistul Mark Hoppus și toboșarul Scott Raynor în timpul anilor de liceu. Trupa și-a creat o bază de fani la mijlocul anilor '90 prin lansări independente și făcând turnee continuu, în special în țara de origine și Australia. Ei au semnat cu MCA Records în 1996 și au scos al doilea lor album, Dude Ranch (1997), care include single-ul „Dammit”. Trupa a avut un succes mai mare cu Enema of the State (1999), care conține 3 hituri și care a primit platina de 4 ori în SUA, vânzând 15 milioane de copii în întreaga lume. Blink-182 a ajuns pe primul loc cu albumul din 2001 Take Off Your Pants and Jacket. Delonge a experimentat muzica post-hardcore cu Box Car Racer, care s-a format ca trupă cu drepturi depline în 2002, dar care a fost dizolvată în anul următor. Al cincilea album de studio neintitulat al trupei Blink-182 a reflectat o schimbare de ton în cadrul grupului, care s-a destrămat în 2005 în urma tensiunilor interne dintre Mark Hoppus și DeLonge.
După aceea, acesta a înființat Angels & Airwaves, care a lansat 5 albume de studio și s-a dezvoltat într-un proiect de artă, cuprinzând diverse forme de media. DeLonge s-a reunit cu Blink-182 în 2009, iar aceștia au lansat muzică nouă și au făcut turnee frecvent împreună, înainte ca el să se despartă de trupă din nou în 2015. 
Pe lângă cariera sa muzicală, acesta gestionează proiectele de afaceri pe care le-a fondat: Macbeth Footwear și firma de tehnologie și design Modlife. El a ajutat la crearea coloanei sonore și la producerea filmului science fiction Love (2011) și are multiple proiecte în dezvoltare. În 2013, a lansat o carte pentru copii  The Lonely Astronaut on Christmas Eve.
Viață personală
În 1996, DeLonge a început să se întâlnească cu Jennifer Jenkins, cu care era prieten încă din liceu.  S-au căsătorit pe 26 mai 2001 în Coronado, California, în Golful San Diego.  La recepție a concertat trupa Jimmy Eat World. În 2019, DeLonge a cerut divorțul.  În mai 2021, Delonge s-a căsătorit cu o femeie pe nume Rita Marie.
DeLonge și Jenkins au doi copii: o fiică pe nume Ava Elizabeth DeLonge (născută pe 15 iulie 2002) și un fiu pe nume Jonas Rocket DeLonge (născut pe 16 august 2006).

## Stilul muzical

### Inspirații
DeLonge a devenit celebru cântând muzică pop punk. California de Sud avea o populație punk numeroasă la începutul anilor 1990, ajutată de skatebording-ul avid, surfing-ul, skating-ul și snowboarding-ul din zonă.  Spre deosebire de muzica punk de pe Coasta de Est, grupurile de pe Coasta de Vest, inclusiv Blink, au introdus de obicei aspecte mai melodice în muzica lor.  „New York-ul este sumbru, întunecat și rece. Ei fac muzică diferită. În suburbiile clasei de mijloc din California nu ai de ce să fii atât de deprimat”, a spus DeLonge.  Într-un articol din 2011, el a menționat șase acte artistice care i-au influențat dezvoltarea ca muzician, printre care Stiff Little Fingers, U2, Depeche Mode, New Order, Fugazi și The Descendents .  Ultima trupă a fost influența sa principală când a început să cânte la chitară; înregistrările timpurii precum albumul Buddha au fost o încercare de a le imita sunetul.  După The Descendents, DeLonge i-a menționat odată pe Screeching Weasel drept a doua cea mai mare influență asupra compoziției sale la începutul carierei sale. 
În ultimii ani, DeLonge a trecut de la punk rock spre un sunet încărcat de efecte, inspirat din rock-ul progresiv.
Delonge a declarat că primul album de care „s-a îndrăgostit” a fost The Joshua Tree al celor de la U2, după care s-a apucat de punk rock. Întorcându-se la album mai târziu, ca adult, l-a numit albumul său favorit și l-a descris ca fiind „încă relevant și plin de suflet.”

### Influență
Brendon Urie de la Panic! at the Disco și Ryan Ross l-au menționat pe DeLonge ca fiind un artist care i-a influențat major.. Urie a spus că Delonge i-a influențat felul de a cânta, remarcând că „[DeLonge] are o voce pe care nu o are nimeni [...] El este unul dintre cei care m-au influențat mai mult. Scrie mereu melodii și versuri uimitoare.” Ross a spus: „Am vrut să învăț să cânt [la chitară] ca Tom DeLonge.”

## Discografie
| - To the Stars... Demos, Odds and Ends (2015) - Cheshire Cat (1995) - Dude Ranch (1997) - Enema of the State (1999) - Take Off Your Pants and Jacket (2001) - Blink-182 (2003) - Neighborhoods (2011) - Dogs Eating Dogs (EP) (2012) | - Box Car Racer (2002) - We Don't Need to Whisper (2006) - I-Empire (2007) - Love (2010) - Love: Part Two (2011) - The Dream Walker (2014) - Lifeforms (2021) |

## Filmografie
| An   | Titlu                                                  | Actor | Regizor | Scenarist | Producător | Note                             |
| ---- | ------------------------------------------------------ | ----- | ------- | --------- | ---------- | -------------------------------- |
| 1999 | Idle Hands                                             | Da    |         |           |            | Rol: Angajat Burger Jungle       |
| 1999 | American Pie                                           | Da    |         |           |            | Rol: Membru al trupei din garaj  |
| 1999 | Shake, Rattle and Roll: An American Love Story         | Da    |         |           |            | Rol: Jan Berry                   |
| 1999 | Two Guys and a Girl                                    | Da    |         |           |            | Episod: "Au Revoir, Pizza Place" |
| 1999 | The Urethra Chronicles                                 | Da    |         |           |            | Documentar                       |
| 2001 | Mad TV                                                 | Da    |         |           |            | Sezon 7, Episod 7                |
| 2002 | The Urethra Chronicles II: Harder Faster Faster Harder | Da    |         |           |            | Documentar                       |
| 2002 | Box Car Racer                                          | Da    |         |           |            | Documentar                       |
| 2003 | The Simpsons                                           | Da    |         |           |            | Episode: "Barting Over"          |
| 2003 | Riding in Vans with Boys                               | Da    |         |           | Da         | Documentar                       |
| 2008 | Start the Machine                                      | Da    |         |           |            | Documentar                       |
| 2009 | One Nine Nine Four                                     | Da    |         |           |            | Documentar                       |
| 2009 | I Know What I Saw                                      |       |         |           | Da         | Documentar                       |
| 2011 | Love                                                   |       |         |           | Da         |                                  |
| 2011 | My First Guitar                                        | Da    |         |           |            | Documentar                       |
| 2014 | Poet Anderson: The Dream Walker                        |       | Da      | Da        | Da         | Short film                       |
| 2019 | Unidentified: Inside America’s U.F.O. Investigation    | Da    |         |           | Da         | Mini serie History Channel       |
| 2020 | Monsters of California                                 |       | Da      |           |            | [ 17 ]                           |

## Cărți scrise
| An   | Titlu                                             | Tip             | Notă                                                        |
| ---- | ------------------------------------------------- | --------------- | ----------------------------------------------------------- |
| 2001 | Blink-182: Tales From Beneath Your Mom            | Biografie       | Cu Mark Hoppus, Travis Barker și Anne Hoppus                |
| 2013 | The Lonely Astronaut On Christmas Eve             | Carte de copii  | Ilustrată de Mike Henry                                     |
| 2015 | Poet Anderson: The Dream Walker #1-3              | Benzi desenate  | Cu Ben Kull, ilustrată de Djet                              |
| 2015 | Poet Anderson ...of Nightmares                    | Roman           | Cu Suzanne Young                                            |
| 2015 | Strange Times: The Curse of Superstition Mountain | Carte ilustrată | Ilustrată de Edgar Martins, Sergio Martins și Carina Morais |
| 2016 | Sekret Machines: Book 1 – Chasing Shadows         | Roman           | Cu A.J. Hartley                                             |
| 2016 | Strange Times: The Ghost in the Girl              | Roman           | Cu Geoff Herbach                                            |
| 2017 | Cathedrals of Glass: A Planet of Blood and Ice    | Roman           | A scris doar prefața, roman de A.J. Hartley                 |
| 2017 | Sekret Machines: Gods                             | Non-ficțiune    | Cu Peter Levenda                                            |
| 2018 | Poet Anderson: ...In Darkness                     | Roman           | With Suzanne Young                                          |
| 2018 | Sekret Machines: Book 2 – A Fire Within           | Roman           | Cu A.J. Hartley                                             |
| 2018 | Who Here Knows Who Took My Clothes?               | Carte ilustrată | Ilustrată de Ryan Jones                                     |
| 2019 | Sekret Machines: Man                              | Non-ficțiune    | Cu Peter Levenda                                            |